# Ларино (Александровский район)
Ла́рино — деревня в Александровском районе Томской области, Россия. Входит в состав Александровского сельского поселения.

## География
Деревня расположена у впадения реки Ларъёган в Обь. Северо-восточнее Ларина, между деревней и Обью, находится исток протоки Пасил. Расстояние до Александровского — 15 км.

## История
В 1926 году состояла из 8 хозяйств, основное население — русские. В составе Александровского сельсовета Александровского района Томского округа Сибирского края.

## Население
| 1926 | 1939 | 1959 | 1970 | 1979 | 1989 | 2002 |
| ---- | ---- | ---- | ---- | ---- | ---- | ---- |
| 37   | ↗295 | ↘209 | ↘162 | ↗170 | ↗214 | ↘149 |
| 2010 | 2012 | 2013 | 2014 | 2015 | 2019 | 2021 |
| ↘100 | ↘93  | ↘84  | →84  | ↘80  | ↘66  | ↗79  |

## Социальная сфера и экономика
В посёлке работает фельдшерско-акушерский пункт, библиотека, начальная общеобразовательная школа.
Основу местной экономической жизни составляют сельское хозяйство, рыболовство и розничная торговля.